# Puente Central
Se conoce como Puente Central o Puente Viejo ―aunque su nombre oficial es Puente Ezio Armando Carena― a uno de los puentes que cruza sobre el río San Antonio, en la ciudad de Villa Carlos Paz. Fue el primer puente construido en la localidad.

## Historia
El puente fue erigido en 1889 como parte del camino que unía localidad de San Roque (hoy Villa Carlos Paz) con Cosquín. Años más tarde sería parte de la primera traza de la RN20.
El primer puente fue de una sola mano construido con durmientes de madera. Para pasar las carretas y carros debía separarse el caballo del carruaje para evitar que el animal quedara atrapado con sus cascos en los espacios entre los tablones.
El 7 de febrero de 1931, a las 15 hs, una creciente del río San Antonio llegó a Carlos Paz llevándose el puente entre sus aguas.
La reconstrucción del puente se pensó como una estructura de hormigón armado, pero el costo de la obra hace cambiar la idea original y realizarlo sobre estructura metálica. Las vigas de 22 m de largo fueron transportadas de Paso de los Libres a Buenos Aires donde fueron reparadas y para luego ser llevadas a Carlos Paz.

## Toponimia
El nombre oficial del puente es Ezio Armando Carena un carlospacense que fue promotor del turismo en la ciudad de Carlos Paz.

## Hacia el futuro
En los planes de la ciudad está el proyecto de construir un nuevo puente que sea más funcional junto a éste para mantener al original  para uso peatonal y turístico.